# Clossiana alberta
Clossiana alberta är en fjärilsart som beskrevs av Edwards 1890. Clossiana alberta ingår i släktet Clossiana och familjen praktfjärilar. Inga underarter finns listade i Catalogue of Life.